# Uzbekistán en los Juegos Olímpicos de Pekín 2022
Uzbekistán estuvo representado en los Juegos Olímpicos de Pekín 2022 por un deportista masculino que compitió en esquí alpino.
El portador de la bandera en la ceremonia de apertura fue el esquiador alpino Komilyon Tujtaev. El equipo olímpico uzbeko no obtuvo ninguna medalla en estos Juegos.